# Хаџи Алекса О. Поповић
Хаџи Алекса О. Поповић је српски књижар који је живео у 19. веку, који је иако је имао своју књиговезачку радионицу, својом главном делатношћу учинио путовање по Србији (а касније и шире) и продавање књига читаоцима и пренумерантима.

## Биографија
Хаџи Алекса О. Поповић рођен је у Банату, у селу Житници, близу Ореовице. Као млад и сиромашан момак напушта родни дом и долази у Србију. По белешкама Стојана Новаковића био је вредан и радио многе послове да би могао свој позитивни поглед на живот и свет што корисније употребити. Средином 20. века настанио се у Београду. Био је самоук те је прионуо и научио књиговезачки занат за кога је брзо увидео да се у то доба није могао засновати живот на приходима тог посла. Почео је да ради други посао, а то је растурање књига у најшире народне слојеве. Као добар православац после одласка у Јерусалим на поклоњење Христовом гробу почео је свој нови посао спроводити у дело. Колико је познато, није као слепи Јеремија носио књиге о себи већ је имао кола са арњевима и тако спреман књижарски товар износио у народ и тражио купце књигама. Био је обучен европски али су му одела била скројена од балканског шајака.
Штедећи и тешко зарађујући Хаџи Алекса је за сто дуката купио кућу са великим вртом на самом крају крају тадашњег Београда у Мишарској бр.5. Међутим, у делу куће је основао и књиговезачку радионицу и покретну књижару. У условима када је народни живот тек почео да се буди и развија, а писменост, у недостатку школа била до крајности неразвијена, дати се на један такав посао као што је растурање књиге у патријархалној Србији и на њему засновати целокупну будућност био је тегобан и ризичан посао.
Након покушаја проширивања свог посла у Босну, бива проглашен за шпијуна и том приликом су му одузете књиге и бива бачен у тамницу. При превођењу у другу тамницу успео да уз помоћ пријатеља побегне из Сарајева и врати се у Београд.
Једног зимског дана, на путу за унутрашњост наишао је Хаџи Алекса на велике снежне наносе из којих се једва извукао. Међутим, тада је задобио упалу плућа од које никада није оздравио.

## Делатност
Хаџи-Алксина делатност била је у почетку ограничена само на Београд. И док је, махом своја издања, у сопственој радионици сам Хаџи Алекса прошивао и спремао за продају, дотле су његови момци са корпама пуним књига пролазили свим крајевима Београда . Како је остало забележено у ,, Гласнику књижара " из 1932. године они би: ,, С вечери обилазили све механе, у које су свраћали на конак паланчани и трговци из унутрашњости Србије, те су их снабдевали разноврсном лектиром . Многи од тих трговаца узимали су књиге за себе и за своје пријатеље, а многи су узимали за своје радње те исте препродавали."
Чим се посао почео ширити, Хаџи Алекса је кренуо по целој земљи. Са још једним момком и колима покривеним арњевима пуним сандуцима књига, Хаџи Алекса је стизао у сва већа села, градове, вароши, саборе, школе, богомоље широм Србије - свуда где се народ окупљао. Обично је то радио два пута годишње, два месеца лети и два месеца зими. Такав посао изискивао је и велики физички напор. Нарочито су сурове зиме, са снежним наметима и завејаним и изрованим друмовима биле тешке. Подела на ова два годишња времена одређивала је и садржину саме књиге, те је по томе календарска литература давала претежност завршетку сваке календарске године . "Лепа је то слика била, када лети оживе наше паланке и укажу се, с обе стране улице, младе калфе прекрштених ногу како на ћепенцима дрвених дућана ревносно довршују поручену сељачку робу: копоране, чакшире, гуњеве и друго. Али, чим се средином улице појави момак са корпом напуњеном књигама, све се одмах прекида, дозива се књижар и окупљени око његове корпе жељно одабирају лектиру која им се допадне." У тим приликама продавале су се и оне књиге писмом поручене као и оне намењене пренумерантима.
Пренумеранти су били у неку руку мецене књига и без њих се ниједна нова књига није могла замислити. Књиге које су се у народу најчешће читале биле су управо оне које је Хаџи Алекса нудио: по градовима, нарочито у престоници. Најрадије су се читала издања наших писаца онога доба педагошко-забавне и чисто забавне садржине ( Доситеј Обрадовић , Вук Стевановић Караџић ,Јован Стерија Поповић , Богобој Атанацковић, Милован Видаковић и др.). По селима и паланкама, најчешћи читаоци били су свештеници и учитељи.
Обичан свет куповао је збирке јуначких песама, календаре са додацима разне садржине, сановнике, рожданике, разне народне приповетке, пословице, загонетке и басне. У јеку своје делатности, понесен склоностима за народно просвећивање, Хаџи Алекса реши да прошири круг свога рада и мимо граница тадашње Србије. Са уредним путним исправама и сандуцима пуним књига кренуо је у Босну, али тамо је био лоше среће. Српски живаљ дочекао га је са великом радошћу што у својој средини види првога Србијанца књижара, док су му турске власти у Сарајеву баш због тог срдачног дочека конфисковале све књиге које је донео, а њега су прогласили за шпијуна и бацили у тамницу међу најокорелије злочинце. Три месеца се Хаџи Алекса злопатио у тамници, али је при превођењу у другу тамницу успео да уз помоћ пријатеља побегне из Сарајева и врати се у Београд.
Хаџи Алексина издавачка делатност започела je 1857. године. Те године штампао је Живот Господа и спаса нашег Исуса Христа, по свој прилици дело Павла Берића. Једно од најкрупнијих дела које је издао било је А Гроф од Монте Криста Александра Диме. Дело је изашло у двадесет свезака, са додатним делом Господар света у пет свезака.